# Oenothera indecora subsp. bonariensis
Oenothera indecora subsp. bonariensis é uma subespécie de planta com flor pertencente à família Onagraceae. 
A autoridade científica da subespécie é W.Dietr., tendo sido publicada em Annals of the Missouri Botanical Garden 64(3): 519–523, f. 2, 44–46, 132, 179, 217. 1977 (1978).

## Portugal
Trata-se de uma subespécie presente no território português, nomeadamente em Portugal Continental.
Em termos de naturalidade é introduzida na região atrás indicada.

## Protecção
Não se encontra protegida por legislação portuguesa ou da Comunidade Europeia.